# Effet photoréfractif
L´effet photoréfractif, ou photoréfractivité, consiste en une modification locale de l’indice d’un milieu par l’onde lumineuse incidente qui l’éclaire. En conséquence, le faisceau lumineux modifie lui-même les conditions de sa propagation. Cette propriété d'action de la lumière sur elle-même peut être utilisée pour réaliser des fonctions optiques telles que les miroirs à conjugaisons de phase (qui renvoient la lumière dans la direction d'où elle est venue), des calculateurs optiques, des interrupteurs optiques, des hologrammes dynamiques et surtout des mémoires holographiques. Nous ne sommes pas éloignés du principe du HVD, dont la commercialisation vient de débuter[Quand ?].
Ce phénomène se manifeste dans de nombreux matériaux tels que les cristaux sillénites (Bi12SiO20), pérovskites, tungstène bronze et semi-conducteurs (BaTiO3, SrxBa1-xNb2O6, CdTe et AsGa), ainsi que dans de nombreux polymères organiques et dans certaines céramiques.

## Cause
Les causes de l’effet photoréfractif peuvent être multiples. Toutefois, l’effet photoréfractif dont la modélisation décrit le mieux la plupart des phénomènes physiques observés est celui qui associe la photoconduction à l’effet électro-optique ou effet Pockels.
Dans ce cas, l’onde électromagnétique qui éclaire le cristal excite localement des porteurs de charge. Ces porteurs peuvent être des électrons ou des trous selon les cristaux et les conditions de leur utilisation. Ils sont issus de centres donneurs dont le niveau d’énergie se situe dans la bande interdite du matériau, tels que les ions dopants Fe dans le titanate de baryum BaTiO3.

## Mobilité des porteurs de charge et effet Pockels: variation de l'indice de réfraction
Les porteurs excités passent donc dans la bande de conduction du matériau (ou dans la bande de valence s’il s’agit de trous) et se déplacent sous l’effet de plusieurs facteurs. Ils migrent sous les effets combinés de la diffusion, de leur entraînement par le champ électrique local ou par l’effet photovoltaïque, qui privilégie certaines directions de migration même en l’absence de champ électrique. La compétition entre ces différents mécanismes de migration des porteurs joue un rôle déterminant sur le comportement de l’effet photoréfractif.
À la suite de leur migration, les porteurs de charge arrivent dans les zones moins éclairées du matériau où ils sont piégés. L'origine de ces pièges ainsi que des centres donneurs n'est pas toujours bien déterminée. La distribution non uniforme de charge qui résulte de la migration des porteurs crée un champ électrique, appelé le champ de charge d’espace, qui induit une modification de l’indice de réfraction du milieu par effet électro-optique linéaire, aussi appelé effet Pockels.
Et c'est ainsi que, par l'enchaînement relativement complexe de la photocondution et des divers champs présents dans le matériau, puis de l'effet Pockels, qu'un faisceau lumineux peut agir sur sa propre propagation via des déplacements de charges.

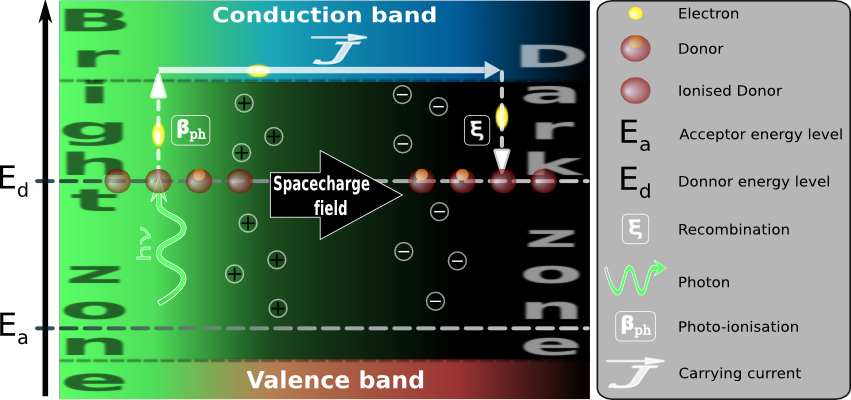
Schéma explicatif de l'effet photoréfractif.

## Applications
L'effet photoréfractif est, aujourd'hui[Quand ?], principalement utilisé dans l'holographie : il sert à inscrire l'hologramme dans le matériau, c'est l'effet exploité dans le HVD (qui combine un DVD classique et un disque holographique).

### Sources
- Pochi Yeh, Introduction to photorefractive nonlinear optics, Wiley-Interscience, New-York, 1993, 410 p. (ISBN 978-0-471-58692-0)
- Peter Günter et Jean-Pierre Huignard, Photorefractive materials and their applications I & II, Springer Verlag, Berlin, 1988-89 (ISBN 978-0-387-19202-4) (épuisé)
- Peter Günter, Nonlinear optical eﬀects and materials, vol. 72, Springer series in optical sciences,‎ 2000, 540 p. (ISBN 978-3-540-65029-4)
- Nicolas Fressengeas, Etude expérimentale et théorique de l’auto-focalisation d’un faisceau laser en milieu photoréfractif : convergences spatiale et temporelle vers un soliton, Thèse de l'Université Paul Verlaine - Metz, 3 juillet 1997 (lire en ligne)
- Catherine Mailhan, Optimisation du double miroir à conjugaison de phase dans BaTiO3jour=8, Thèse de l'Université Paul Verlaine - Metz, décembre 2000 (lire en ligne)
- Nicolas Fressengeas, Photorefractivity (lire en ligne)